# Jovta Krucea, Orihiv
Jovta Krucea (în ucraineană Жовта Круча) este un sat în comuna Novotroiițke din raionul Orihiv, regiunea Zaporijjea, Ucraina.

## Demografie
Componența lingvistică a localității Jovta Krucea
     Ucraineană (92,04%)
     Rusă (6,49%)
Conform recensământului din 2001, majoritatea populației localității Jovta Krucea era vorbitoare de ucraineană (92,04%), existând în minoritate și vorbitori de rusă (6,49%).